# Jani Haapamäki
Jani Haapamäki (Kauhajoki, 15 de mayo de 1982) es un deportista finlandés que compitió en lucha grecorromana. Ganó una medalla de oro en el Campeonato Europeo de Lucha de 2009, en la categoría de 55 kg.

## Palmarés internacional
| Campeonato Europeo | Campeonato Europeo | Campeonato Europeo | Campeonato Europeo |
| Año                | Lugar              | Medalla            | Categoría          |
| ------------------ | ------------------ | ------------------ | ------------------ |
| 2009               | Vilna (Lituania)   | Medalla de oro     | 55 kg              |